# گمینا گنگوینو
گمینا گنگوینو (به لهستانی:  Gmina Gniewino) یک گمینا در لهستان است که در شهرستان ویهرووو واقع شده‌است. گمینا گنگوینو ۱۷۶٫۲۱ کیلومتر مربع مساحت و ۶٬۸۲۸ نفر جمعیت دارد.